# Copa Rio Sul de Futsal de 2015
A Copa Rio Sul de Futsal de 2015 é a 23a edição da Copa Rio Sul de Futsal. A competição começou no dia 14 de março.
Participam desta edição 13 equipes, divididas em quatro grupos ("A", "B", "C" e "D"), sendo um com quatro times (Grupo A) e três chaves com três equipes. Os 2 melhores de cada grupo se classificam para a segunda fase, onde serão divididos em 2 grupos ("E" e "F") com 4 equipes.

## Primeira Fase

### Grupo A
| Class. | Time           | Pts | V | E | D | GF | GC | SG  |
| ------ | -------------- | --- | - | - | - | -- | -- | --- |
| 1      | Miguel Pereira | 13  | 4 | 1 | 1 | 26 | 24 | 2   |
| 2      | Angra Dos Reis | 11  | 3 | 2 | 1 | 32 | 24 | 8   |
| 3      | Volta Redonda  | 6   | 2 | 0 | 4 | 29 | 29 | 0   |
| 4      | Sapucaia       | 4   | 1 | 1 | 4 | 19 | 29 | -10 |

#### Jogos

##### Turno
| 15 de março | Sapucaia | 4 – 6     | Angra dos Reis | Ginásio Durval Vieira, no distrito de Anta |
| 10h         |          | Relatório |                |                                            |

| 15 de março | Volta Redonda | 2 – 3     | Miguel Pereira | Ginásio da Ilha São João, Volta Redonda |
| 10h         |               | Relatório |                |                                         |

| 21 de março | Sapucaia | 6 – 2     | Volta Redonda | Ginásio Durval Vieira, no distrito de Anta |
| 14h         |          | Relatório |               |                                            |

| 22 de março | Miguel Pereira | 2 – 2     | Angra dos Reis | Miguel Pereira Atlético Clube, Miguel Pereira |
| 14h         |                | Relatório |                |                                               |

| 28 de março | Volta Redonda | 4 – 6     | Angra dos Reis | Ginásio da Ilha São João, Volta Redonda |
| 14h         |               | Relatório |                |                                         |

| 29 de março | Miguel Pereira | 5 – 1     | Sapucaia | Miguel Pereira Atlético Clube, Miguel Pereira |
| 14h         |                | Relatório |          |                                               |

##### Returno
| 11 de abril | Miguel Pereira | 8 – 7     | Volta Redonda | Miguel Pereira Atlético Clube, Miguel Pereira |
| 14h         |                | Relatório |               |                                               |

| 12 de abril | Angra dos Reis | 4 – 4     | Sapucaia | Iate Clube Aquidabã, em Angra dos Reis |
| 10h         |                | Relatório |          |                                        |

| 18 de abril | Angra dos Reis | 4 – 5     | Volta Redonda | Iate Clube Aquidabã, em Angra dos Reis |
| 14h         |                | Relatório |               |                                        |

| 19 de abril | Sapucaia | 2 – 3     | Miguel Pereira | Ginásio Durval Vieira, em Anta |
| 10h         |          | Relatório |                |                                |

| 26 de abril | Volta Redonda | 9 – 2     | Sapucaia | Ginásio da Secretaria Municipal de Esporte e Lazer, em Volta Redonda |
| 10h         |               | Relatório |          |                                                                      |

| 26 de abril | Angra dos Reis | 10 – 5    | Miguel Pereira | Ginásio da Secretaria Municipal de Esporte e Lazer, em Volta Redonda |
| 10h         |                | Relatório |                |                                                                      |

### Grupo B
| Class. | Time      | Pts | V | E | D | GF | GC | SG |
| ------ | --------- | --- | - | - | - | -- | -- | -- |
| 1      | Três Rios | 12  | 4 | 0 | 0 | 25 | 14 | 11 |
| 2      | Resende   | 3   | 1 | 0 | 3 | 22 | 24 | -2 |
| 3      | Quatis    | 3   | 1 | 0 | 3 | 15 | 24 | -9 |

#### Jogos

##### Turno
| 14 de março | Resende | 12 – 5    | Quatis | Ginásio do Centro Cultural Recreativo Resendense (C.C.R.R), Resende |
| 14h         |         | Relatório |        |                                                                     |

| 21 de março | Quatis | 2 – 5     | Três Rios | Ginásio Poliesportivo de Quatis, Quatis |
| 14h         |        | Relatório |           |                                         |

| 25 de março | Resende | 5 – 6     | Três Rios | Ginásio do Centro Cultural Recreativo Resendense (C.C.R.R), Resende |
| 20h         |         | Relatório |           |                                                                     |

##### Returno
| 11 de bril | Quatis | 4 – 2     | Resende | Ginásio Poliesportivo de Quatis |
| 14h        |        | Relatório |         |                                 |

| 19 de abril | Três Rios | 9 – 3     | Resende | Ginásio do Complexo Esportivo de Três Rios |
| 10h         |           | Relatório |         |                                            |

| 25 de abril | Três Rios | 5 – 4     | Quatis | Complexo Esportivo de Três Rios |
| 14h         |           | Relatório |        |                                 |

### Grupo C
| Class. | Time     | Pts | V | E | D | GF | GC | SG  |
| ------ | -------- | --- | - | - | - | -- | -- | --- |
| 1      | Piraí    | 9   | 3 | 0 | 1 | 34 | 18 | 16  |
| 2      | Mendes   | 9   | 3 | 0 | 1 | 33 | 18 | 15  |
| 3      | Itatiaia | 0   | 0 | 0 | 4 | 14 | 42 | -28 |

#### Jogos

##### Turno
| 19 de março | Piraí | 6 – 3     | Mendes | Ginásio Tutucão, Piraí |
| 20hs        |       | Relatório |        |                        |

| 28 de março | Itatiaia | 3 – 8     | Mendes | Ginásio do Colégio Ana Elisa Gregori, Itatiaia |
| 14hs        |          | Relatório |        |                                                |

| 2 de abril | Piraí | 10 – 3    | Itatiaia | Ginásio do Centro de Eventos, Piraí |
| 20hs       |       | Relatório |          |                                     |

##### Returno
| 8 de abril | Mendes | 15 – 4    | Itatiaia | Ginásio Nícola Sandora, em Mendes |
| 20hs       |        | Relatório |          |                                   |

| 15 de abril | Itatiaia | 4 – 9     | Piraí | Ginásio do Colégio Ana Elisa Gregori, em Itatiaia |
| 20hs        |          | Relatório |       |                                                   |

| 22 de abril | Mendes | 8 – 5     | Piraí | Ginásio Nicola Sandôra, em Mendes |
| 20hs        |        | Relatório |       |                                   |

### Grupo D
| Class. | Time             | Pts | V | E | D | GF | GC | SG  |
| ------ | ---------------- | --- | - | - | - | -- | -- | --- |
| 1      | Paulo de Frontin | 8   | 2 | 2 | 0 | 18 | 11 | 7   |
| 2      | Barra Mansa      | 5   | 1 | 2 | 1 | 20 | 11 | 9   |
| 3      | Vassouras        | 3   | 1 | 0 | 3 | 8  | 24 | -16 |

#### Jogos

##### Turno
| 18 de março | Barra Mansa | 5 – 5     | Paulo de Frontin | Ginásio do Clube Municipal, em Barra Mansa |
| 20h         |             | Relatório |                  |                                            |

| 29 de março | Vassouras | 3 – 2     | Barra Mansa | Ginásio da Universidade Severino Sombra, Vassouras |
| 10h         |           | Relatório |             |                                                    |

| 01 de abril | Paulo de Frontin | 5 – 2     | Vassouras | Ginásio da Universidade Severino Sombra, Vassouras |
| 10h         |                  | Relatório |           |                                                    |

##### Returno
| 09 de abril | Barra Mansa | 11 – 1    | Vassouras | Ginásio do Clube Municipal, em Barra Mansa |
| 20h         |             | Relatório |           |                                            |

| 16 de abril | Vassouras | 2 – 6     | Paulo de Frontin | Ginásio da Universidade Severino Sombra, Vassouras |
| 20h         |           | Relatório |                  |                                                    |

| 23 de abril | Paulo de Frontin | 2 – 2     | Barra Mansa | Ginásio de Morro Azul, em Paulo de Frontin |
| 20h         |                  | Relatório |             |                                            |

## Segunda Fase

### Grupo E
| Class. | Time           | Pts | V | E | D | GF | GC | SG |
| ------ | -------------- | --- | - | - | - | -- | -- | -- |
| 1      | Mendes         | 11  | 3 | 2 | 1 | 30 | 23 | 7  |
| 2      | Resende        | 10  | 3 | 1 | 2 | 25 | 20 | 5  |
| 3      | Miguel Pereira | 9   | 2 | 3 | 1 | 28 | 35 | -7 |
| 4      | Barra Mansa    | 4   | 1 | 1 | 1 | 13 | 18 | -5 |

#### Primeiro Turno
| 29 de abril | Miguel Pereira | 4 – 2     | Barra Mansa | Miguel Pereira Atlético Clube |
| 20h         |                | Relatório |             |                               |

| 30 de abril | Mendes* | W – O     | Resende | Ginásio Nícola Sandôra, em Mendes |
| 20h         |         | Relatório |         |                                   |

- Nota:Por não ter comparecido, Resende perdeu por W.O.; O resultado da partida, para fins de estatística, ficou "Mendes 2 x 0 Resende"[3]

| 2 de maio | Resende | 4 – 4     | Miguel Pereira | Ginásio do Centro Cultural Recreativo Resendense (C.C.R.R), Resende |
| 14h       |         | Relatório |                |                                                                     |

- Nota: Resende levou os 3 pontos desta partida por conta da escalação irregular de um jogador de Miguel Pereira.[4]

| 3 de maio | Barra Mansa | 4 – 4     | Mendes | Ginásio do Clube Municipal, em Barra Mansa |
| 10h       |             | Relatório |        |                                            |

| 7 de maio | Resende | 6 – 3     | Barra Mansa | Ginásio do Centro Cultural Recreativo Resendense (C.C.R.R), Resende |
| 20h       |         | Relatório |             |                                                                     |

| 7 de maio | Mendes | 14 – 6    | Miguel Pereira | Ginásio do Colégio Marista, em Mendes |
| 20h       |        | Relatório |                |                                       |

#### Returno
| 10 de maio | Barra Mansa | 4 – 2     | Resende | Ginásio do Clube Municipal de Barra Mansa, em Barra Mansa |
| 10h        |             | Relatório |         |                                                           |

| 10 de maio | Miguel Pereira | 9 – 6     | Mendes | Ginásio do Miguel Pereira Atlético Clube, em Miguel Pereira |
| 10h        |                | Relatório |        |                                                             |

| 13 de maio | Barra Mansa | 0 – 2     | Miguel Pereira | Ginásio do Clube Municipal, em Barra Mansa |
| 20h        |             | Relatório |                |                                            |

- Nota:Barra Mansa foi punido por confusão da torcida, que aconteceu antes da partida. A partida foi cancelada, e Barra Mansa perdeu por W.O.[5]

| 14 de maio | Resende | 4 – 4     | Mendes | Ginásio do Centro Cultural Recreativo Resendense (C.C.R.R), Resende |
| 20h        |         | Relatório |        |                                                                     |

| 17 de maio | Miguel Pereira | 3 – 9     | Resende | Ginásio do Miguel Pereira Atlético Clube |
| 10h        |                | Relatório |         |                                          |

| 17 de maio | Mendes | W – O     | Barra Mansa | Ginásio Nícola Sandora, em Mendes |
| 10h        |        | Relatório |             |                                   |

- Nota:Barra Mansa foi punido por confusão da torcida, que aconteceu antes da partida da rodada anterior (contra Miguel Pereira). Assim, Barra Mansa perdeu por W.O.[5]

### Grupo F
| Class. | Time             | Pts | V | E | D | GF | GC | SG |
| ------ | ---------------- | --- | - | - | - | -- | -- | -- |
| 1      | Três Rios        | 16  | 5 | 1 | 0 | 38 | 24 | 14 |
| 2      | Paulo de Frontin | 9   | 3 | 0 | 3 | 30 | 38 | -8 |
| 3      | Piraí            | 6   | 2 | 0 | 4 | 33 | 30 | -3 |
| 4      | Angra dos Reis   | 4   | 1 | 1 | 4 | 25 | 34 | -9 |

#### Primeiro Turno
| 29 de abril | Três Rios | 6 – 4     | Piraí | Complexo Esportivo de Três Rios |
| 20h         |           | Relatório |       |                                 |

| 30 de abril | Paulo de Frontin | 5 – 2     | Angra dos Reis | Ginásio de Morro Azul, em Paulo de Frontin |
| 20h         |                  | Relatório |                |                                            |

| 2 de maio | Angra dos Reis | 5 – 6     | Três Rios | Iate Clube Aquidabã, em Angra dos Reis |
| 14h       |                | Relatório |           |                                        |

| 3 de maio | Piraí | 6 – 9     | Paulo de Frontin | Centro de Eventos, em Piraí |
| 10h       |       | Relatório |                  |                             |

| 6 de maio | Angra dos Reis | 2 – 7     | Piraí | Iate Clube Aquidabã, em Angra dos Reis |
| 20h       |                | Relatório |       |                                        |

| 6 de maio | Paulo de Frontin | 3 – 6     | Três Rios | Ginásio de Morro Azul, em Paulo de Frontin |
| 20h       |                  | Relatório |           |                                            |

#### Returno
| 9 de maio | Piraí | 7 – 0     | Angra dos Reis | Ginásio do Centro de Eventos de Piraí |
| 14h       |       | Relatório |                |                                       |

| 9 de maio | Três Rios | 9 – 2     | Paulo de Frontin | Ginásio do Complexo Esportivo de Três Rios |
| 14h       |           | Relatório |                  |                                            |

| 13 de maio | Angra dos Reis | 11 – 4    | Paulo de Frontin | Ginásio do Iate Clube Aquidabã, em Angra dos Reis |
| 20h        |                | Relatório |                  |                                                   |

| 14 de maio | Piraí | 5 – 6     | Três Rios | Ginásio do Centro de Eventos de Piraí |
| 20h        |       | Relatório |           |                                       |

| 16 de maio | Paulo de Frontin | 7 – 4     | Piraí | Ginásio de Morro Azul, em Paulo de Frontin |
| 14h        |                  | Relatório |       |                                            |

| 16 de maio | Três Rios | 5 – 5     | Angra dos Reis | Complexo Esportivo de Três Rios |
| 14h        |           | Relatório |                |                                 |

## Fase Final
As Semifinais serão disputadas em jogos de ida e volta. Caso cada equipe vença uma das partidas, a decisão será na prorrogação. Permanecendo o empate, se classifica a equipe com melhor campanha na competição.
| Time       | Jogo1 | Jogo2     |
| ---------- | ----- | --------- |
| Resende    | 5     | 3 (et: 2) |
| Três Rios* | 1     | 5 (et: 3) |

| Time             | Jogo1 | Jogo2 |
| ---------------- | ----- | ----- |
| Paulo de Frontin | 4     | 7     |
| Mendes*          | 4     | 8     |

|  | Semi-Finais | Semi-Finais      | Semi-Finais | Semi-Finais | Semi-Finais |  |  | Final | Final | Final | Final | Final |
|  |             |                  |             |             |             |  |  |       |       |       |       |       |
|  | 1           | Três Rios*       |             |             |             |  |  |       |       |       |       |       |
|  | 4           | Resende          |             |             |             |  |  |       |       |       |       |       |
|  | 4           | Resende          | 1           |             |             |  |  |       |       |       |       |       |
|  |             |                  |             |             |             |  |  |       |       |       |       |       |
|  |             | 2                |             |             |             |  |  |       |       |       |       |       |
|  | 2           | Mendes*          |             |             |             |  |  |       |       |       |       |       |
|  | 2           | Mendes*          |             |             |             |  |  |       |       |       |       |       |
|  | 3           | Paulo de Frontin |             |             |             |  |  |       |       |       |       |       |

- Nota: * = Segundo jogo como mandante.

### Final
| 30 de maio | Três Rios                                                         | 5 – 4                 | Mendes                                        | Ginásio da Ilha São João, em Volta Redonda |
| 10h        | Sixel · André Luiz 17' · Sixel · João Cláudio · André Luiz Branco | Relatório Video: Gols | Max · Ailton Junior · Ailton Junior · Jonas · |                                            |

## Premiação

### Campeão
| Copa Rio Sul de Futsal de 2015                                      |
| ------------------------------------------------------------------- |
| Ficheiro:Bandeira Três Rios.PNG · Três Rios · Campeão · (1º título) |

### Premiações Individuais
- Destaque do ano - André Luiz Branco (Três Rios)
- Atleta Mais Completo – Rafael Sixtel (Três Rios)
- Goleiro Menos Vazado – Jonas Fernandes (Três Rios)
- Revelação – Diego Henrique (Mendes)
- Melhor Técnico – Henrique Biaggi (Três Rios)
- Artilheiro – Rodrigo Alberto (Piraí) e Fábio Roberto (Resende) – empatados com 20 gols